# Бага-Ишбара-каган
Бага-Ишбара-каган (ст.-тюрк. 𐰃𐱁𐰉𐰺𐰀𐰴𐰍𐰣 д/н—587) — 6-й великий каган Тюркського каганату в 581—587 роках. Відомий в китайських джерелах як Шиболо (Шаболіо)-хан.

## Життєпис
Походив з династії Ашина. Син великого кагана Кара Іссик-хана. При народженні отримав ім'я Шету (у китайців відомий як Нієту або Нівар). За часів Мукан-кагана уславився як завзятий та відважний вояк.
У 572 році новий великий каган Таспар призначив Шету каганом Сходу (арфу-каганом) та ябгу-каганом (молодшим співволодарем). Втім 573 року позбавив Шету титулу ябгу-кагана. У походах проти північних племен та держави Північна Чжоу виявив військові здібності.
У 581 році після смерті Таспар-кагана сприяв сходженню на трон його син Амрака. Втім невдовзі той зрікся влади, яку передав Шету. Останній прийняв ім'я Бага-Ишбара-каган. Спочатку призначив Амрака каганом в на річці Туул. Його суперникові Талоп'єну надав титул апа-кагана, відправивши до Або.
В цей час військовик Ян Цзянь повалив династію Північна Чжоу, оголосивши себе імператором Суй. Натомість Гао Баоїн, губернатор Інчжоу, здав тюркам фортецю Ліньюйчжен. 582 року каган з 400 тис. вояків атакував китайські землі, пограбувавши області Увей, Тяньшуй, Аньдін, Цзіньчен, Шанцзюнь, Хунхуа і Яньань. Поступово війна перетворилася на тривале протистояння. 583 року армія на чолі із Апа-каганом зазнала поразки. Бага-Ишбара-каган запідозрив того у змові з китайцями.
У лютому-березні 584 року каган напав на ставку Апа-кагана і винищив його рід. Талоп'єн втік до тардуш-кагана Кара-Чурин-Тюрка (володаря Заходу). Тут були зібрані значні війська (за різними відомостями до 100 тис. воїнів). За цих умов великий каган уклав мирний договір з імперією Суй. Боротьба з Талоп'єном Апа-каганом тривала до 587 року. За цей час Бага-Ишбара-каган замирився з Кара-Чурин-Тюрком. Останній 587 року біля Бухари завдав поразки військам Апа-кагана, який потрапив у полон та був страчений. Того ж року помер великий каган. Трон успадкував його брат Бага-каган.